# Бавра
Бавра (на арменски: Բավրա) е село и община в Армения, област Ширак. Според Националната статистическа служба на Армения през 2012 г. има 593 жители.

## Демография
Броят на населението в годините 1897 – 2004 е както следва: